# Айсберен Берлин

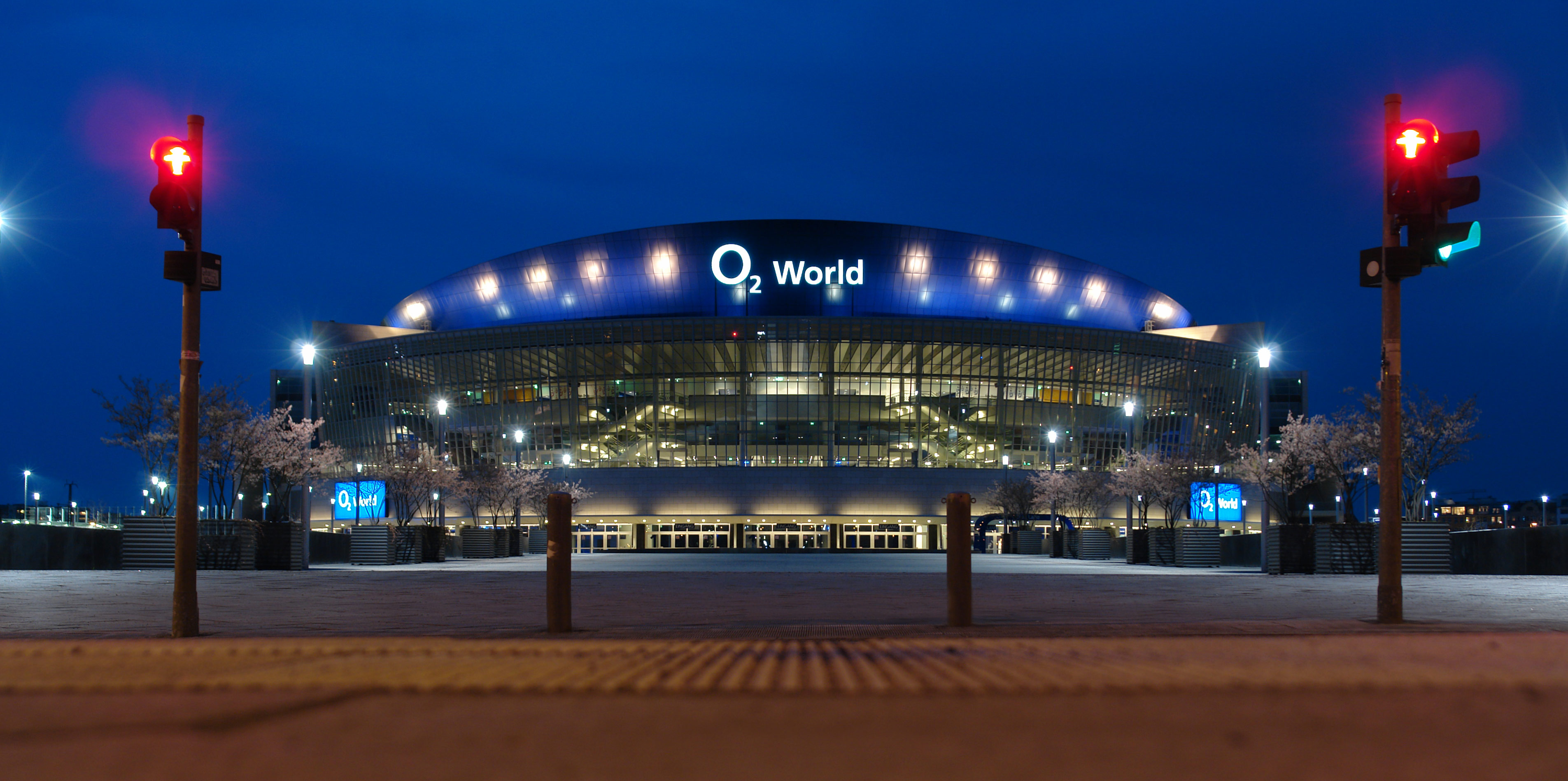
O_{2} World Арена

«Айсберен Берлин» (Eisbären Berlinо файле — Белые медведи) — германский хоккейный клуб из Берлина. Создан в 1954 году как SC «Dynamo». Выступает в Немецкой хоккейной лиге (DEL).

## История
Клуб создан в 1954 году как СК «Динамо» Берлин. До 1988 года 15 раз выигрывал чемпионат ГДР. С 1990 года клуб начал играть в Бундеслиге и был переименован в ЕХК «Динамо» Берлин и начал использовать белого медведя как символ. В 1992 году клуб был переименован в ЕХК «Айсберен» Берлин.
В первый сезон, 1990/1991, клуб был определён в 1-ю Бундеслигу (высший по силе дивизион). Однако, так как многие игроки уезжали в Западную Германию по окончании сезона команда вылетела во 2-ю Бундеслигу. Возвращение в высший дивизион произошло в сезоне 1992/1993.
До 2008 года домашние матчи проводились на стадионе «Веллблехпаласт», а с сезона 2008/2009 — в новом многофункциональном комплексе «Мерседес-Бенц Арена».

## Достижения
- Чемпион Немецкой хоккейной лиги (DEL) (10): 2004/05, 2005/06, 2007/08, 2008/09, 2010/11, 2011/12, 2012/13, 2020/21, 2021/22, 2023/24, 2024/25.
- Вице-чемпион Германии — 1998, 2004.
- Обладатель Кубка Германии — 2008.
- Обладатель European Trophy — 2010.
- 2-е место в розыгрыше Континентального кубка — 1997, 1999.
- 3-е место в розыгрыше Евролиги — 1999.
- 3-е место в розыгрыше Кубка европейских чемпионов — 1984.
- 15-кратный Чемпион ГДР.

| Сезон     | Лига                   | Место в регулярном сезоне                  | Результат в плей-офф                              | Итоговый результат                 |
| --------- | ---------------------- | ------------------------------------------ | ------------------------------------------------- | ---------------------------------- |
| 2020/21   | DEL                    | 1 (группа Север)                           | выигрыш в финале                                  | Чемпион Германии                   |
| 2019/20   | DEL                    | 4                                          | —                                                 | 4-е место                          |
| 2018/19   | DEL                    | 9                                          | проигрыш в четвертьфинале                         | 7-е место                          |
| 2017/18   | DEL                    | 2                                          | проигрыш в финале                                 | 2-е место                          |
| 2016/17   | DEL                    | 8                                          | проигрыш в полуфинале                             | 4-е место                          |
| 2015/16   | DEL                    | 2                                          | проигрыш в четвертьфинале                         | 5-е место                          |
| 2014/15   | DEL                    | 9                                          | проигрыш в пре-плей-офф                           | 9-е место                          |
| 2013/14   | DEL                    | 8                                          | проигрыш в пре-плей-офф                           | 10-е место                         |
| 2012/13   | DEL                    | 4                                          | выигрыш в финале                                  | Чемпион Германии                   |
| 2011/12   | DEL                    | 1                                          | выигрыш в финале                                  | Чемпион Германии                   |
| 2010/11   | DEL                    | 3                                          | выигрыш в финале                                  | Чемпион Германии                   |
| 2009/10   | DEL                    | 1                                          | проигрыш в четвертьфинале                         | 5-е место                          |
| 2008/09   | DEL                    | 1                                          | выигрыш в финале                                  | Чемпион Германии                   |
| 2007/08   | DEL                    | 2                                          | выигрыш в финале                                  | Чемпион Германии                   |
| 2006/07   | DEL                    | 9                                          | проигрыш в пре-плей-офф                           | 9-е место                          |
| 2005/06   | DEL                    | 1                                          | выигрыш в финале                                  | Чемпион Германии                   |
| 2004/05   | DEL                    | 2                                          | выигрыш в финале                                  | Чемпион Германии                   |
| 2003/04   | DEL                    | 1                                          | проигрыш в финале                                 | 2-е место                          |
| 2002/03   | DEL                    | 1                                          | проигрыш в полуфинале                             | 3-е место                          |
| 2001/02   | DEL                    | 7                                          | проигрыш в четвертьфинале                         | 7-е место                          |
| 2000/01   | DEL                    | 13                                         | непопадание в плей-офф                            | 13-е место                         |
| 1999/2000 | DEL                    | 13                                         | непопадание в плей-офф                            | 13-е место                         |
| 1998/99   | DEL                    | 2                                          | проигрыш в полуфинале                             | 3-е место                          |
| 1997/98   | DEL                    | 1-й этап — 6-е место, 2-й этап — 1-е место | проигрыш в финале                                 | 2-е место                          |
| 1996/97   | DEL                    | 1-й этап — 4-е место, 2-й этап — 4-е место | проигрыш в полуфинале                             | 4-е место                          |
| 1995/96   | DEL                    | 17                                         | непопадание в плей-офф                            | 17-е место                         |
| 1994/95   | DEL                    | 17                                         | непопадание в плей-офф                            | 17-е место                         |
| 1993/94   | 1-я Бундеслига         | 11                                         | выигрыш в серии за сохранение места в лиге        | 10-е место                         |
| 1992/93   | 1-я Бундеслига         | 11                                         | выигрыш в серии за сохранение места в лиге        | 10-е место                         |
| 1991/92   | 2-я Бундеслига (Север) | 7-е место в отборочном раунде              | 1-е место в турнире за попадание в 1-ю Бундеслигу | 1 место (возврат в 1-ю Бундеслигу) |
| 1990/91   | 1-я Бундеслига         | 11                                         |                                                   | 11 место (вылет во 2-ю Бундеслигу) |